# Bonded by Blood (film)
Pour plus de détails, voir Fiche technique et Distribution.
Bonded by Blood est un film policier britannique réalisé par Sacha Bennett, sorti en 2010
Librement inspiré des meurtres de Rettendon en 1995, le film — produit par Gateway Films — met en vedette Tamer Hassan, Vincent Regan, et Adam Deacon.

## Synopsis
Le film se passe en 1995... quand les trafiquants de drogue et criminels de carrière Tony Tucker, Patrick Tate et Craig Rolfe ont été tués par des balles de fusil à pompe alors qu’ils attendaient dans un Range Rover à Rettendon, dans Essex. 
Le film explique comment ces criminels ont gravi les échelons pour devenir les criminels et trafiquants les plus redoutés et influents de leur époque.

## Fiche technique
- Titre : Bonded by Blood
- Réalisation :	Sacha Bennett
- Scénario : Sacha Bennett, Graeme Muir
- Photographie : Ali Asad
- Montage : Kate Evans
- Musique : Greg Hatwell, Jason Kaye
- Direction artistique : Daniela Faggio
- Décors : Cathy Featherstone
- Costumes : Hayley Nebauer
- Son : Mark Auguste
- Producteur : Terry Stone, Daniel Toland
- Producteur exécutif : Carolyn Bennett, Bob Benton, Terry Byrne, Kevin Cash,
- Société de production : Gateway Films
- Société de distribution : Revolver Entertainment
- Pays de production :  Royaume-Uni
- Langue de tournage : Anglais
- Format : Couleur — 35 mm — 2,35:1 — Son :
- Genre : Film policier
- Durée : 100 minutes (1 h 40)
- Dates de sortie :
  - Royaume-Uni : 3 septembre 2010

## Distribution
- Tamer Hassan : Pat Tate
- Robert Fucilla : DC Havers
- Vincent Regan : Mickey Steele
- Terry Stone : Tony Tucker
- Adam Deacon : Darren Nicholls
- Neil Maskell : Craig Rolfe
- Dave Legeno : Jack Whomes
- Johnny Palmiero : Bernard O'Mahoney
- Lucy Brown : Anna Richards
- Kierston Wareing : Kate Smith
- Susie Amy : Donna Jagger
- Duncan Meadows : Vic
- Alex Macqueen : Gouverneur de prison
- Nathan Constance : Ravi
- Michael Socha : Donny Svenson
- Christopher Fosh : Officier Hartley
- Simon Phillips : Officier Tolands
- Christopher Ellison : Trent
- Rebecca Walsh : Marie
- Siobhan Hewlett : Julia
- Mel Mills : DCI